# Prochorus

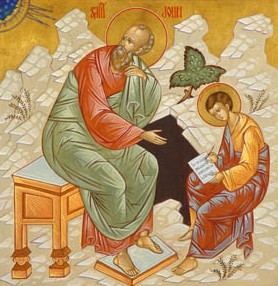
Johannes en Prochorus

In Handelingen 6:5 wordt Prochorus (Grieks:  Πρόχορος, "hoofddanser") gerekend tot de zeven diakens van de vroege gemeente in Jeruzalem. Hij wordt ook gerekend tot de zeventig discipelen.
Volgens de traditie was Prochorus een hellenist en werkte hij eerst als secretaris van de apostel Johannes, waarna Petrus hem installeerde als bisschop van Nicomedia in Bithynië. Hier zou Prochorus een marteldood hebben ondergaan. Zijn herdenkingsdag is 28 juli in de Rooms-Katholieke Kerk en Oosters-orthodoxe kerken.